# Eldritch Horror
Eldritch Horror är ett samarbetsspel baserat på H.P. Lovecrafts Cthulhumytologi skapat av Corey Konieczka och Nikki Valens. Spelet gavs ut av Fantasy Flight Games 2013 och är en vidareutveckling av Arkham Horror.

## Spelet
I Eldritch Horror tar spelarna på sig rollen som utredare som reser över hela världen för att förhindra att en av de äldre gudarna vaknar upp. Under spelets gång samlar utredarna på sig ledtrådar, bekämpar monster, stänger portaler till andra världar och löser mysterier.
Spelet spelas över ett antal rundor som i sin tur är indelade i tre faser.
I rundans första fas kan varje utredare utföra två handlingar. Det finns ett antal grundläggande handlingar som samtliga utredare kan utföra och dessutom har varje utredare egna aktiva och passiva förmågor. Vilka handlingar som är tillgängliga styrs också av var utredaren befinner sig och om det finns monster närvarande. Vissa handlingar lyckas alltid medan andra kräver att man utför ett test mot en av utredarens färdigheter. Ett test görs genom att man slår tärningar. Antalet tärningar bestäms av nivån på utredarens färdighet och kan utökas med bonusar från medhjälpare och föremål. En femma eller sexa räknas som ett framgångsrikt slag och i vissa fall krävs bara framgång på en tärning medan utfallet i andra fall är beroende på antalet framgångsrika slag. En utredare kan även få slå om tärningar genom att offra en ledtråd eller en fokusmarkör. Även vissa föremål och medhjälpare medger att tärningar slås om.
I rundans andra fas inträffar mötena. Varje utredare väljer att utföra ett av de tillgängliga mötena på sin aktuella plats. Mötena dras ur olika kortlekar. Varje plats har en typ (stad, vildmark eller hav) som ger möjlighet till möten baserat på typen. Ett antal platser har också särskilda kortlekar. Dessa platser har en övervikt av möten av en viss typ, Några platser ger en chans att förbättra utredarens färdigheter medan andra ger en chans att bekämpa monster eller att få besvärjelser. Finns en ledtråd på platsen kan utredaren försöka erövra den genom ett utforskningsmöte som dras ur en kortlek kopplad till den aktuella äldre guden och finns det en portal till en annan värld kan utredaren försöka stänga den. Dessutom kan rykten och mysterier vara knutna till en eller flera platser som utredarna måste besöka i möten.
I rundans tredje fas dras ett kort från mytologikortleken och de steg som beskrivs på kortet utförs. Detta kan till exempel förändra järtecken, utlösa räkenskaper av olika sorter, öppna portaler till andra världar och låta monster dyka upp. En särskild kategori mytologikort, rykten, ligger kvar och påverkar spelet löpande tills utredarna löser dem. Många av dessa kort förses med ett antal markörer som tas bort en och en vid varje räkenskap och drabbar utredarna mer eller mindre hårt när markörerna är slut medan andra begränsar utredarnas möjligheter under en viss period.
Om mytologikortleken är slut när spelarna ska dra ett nytt kort förlorar de om de inte redan uppfyllt kraven för att vinna.
För att vinna spelet måste utredarna vanligtvis lösa tre mysterier som är specifika för den äldre gud som spelarna valt. Hinner de göra det innan spelets domedags-spår når noll vinner de. I annat fall börjar guden vakna och utredarna har nu en kort tid på sig att förhindra ett fullständigt uppvaknande.

## Äldre gudar
Följande äldre gudar ur Cthulhumytologin finns representerade i grundspelet:
- Azathoth
- Yog-Sothoth
- Shub-Niggurath
- Cthulhu

## Expansioner
Spelet har sedan det gavs ut fått ett antal expansioner som tillfört nya äldre gudar, nya utredare och nya spelmekanismer. Expansionerna har omväxlande varit små och stora, där de små expansionerna innehållit en äldre gud medan de stora expansionerna innehållit två och dessutom ett extra spelbräde.

### Forsaken Lore
Expansionen Forsaken Lore kom ut 2014 och tillför den äldre guden Yig, extrakort till grundspelets äldre gudar (utökade bland annat antalet mysterier från fyra till sex) och den nya mekanismen "Lost in time and space".

### Mountains of Madness
Expansionen Mountains of Madness kom ut 2014 och tillför de äldre gudarna Ithaqua och Rise of the Elder Things och ett extra spelbräde för Antarktis. Nytt i denna expansion är också preludie-kort som ändrar spelets förutsättningar för större variation, äventyr som låter utredarna gå igenom en separat historia som kan ge hjälp och fördelar, fokus-mekanismen som låter utredarna ta en fokus-mark som bland annat kan användas för att slå om tärningar och till sist unika tillgångar (Unique Assets) som är en variation på grundspelets tillgångar. I denna expansion finns även de första monstren med motståndskraft mot fysiska eller magiska attacker och mekanismen för att avancera det aktuella mysteriet.

### Strange Remnants
Expansionen Strange Remnants kom ut 2015 och tillför den äldre guden Syzygy. Utöver det innehåller expansionen äventyret Cosmic Alignment och en markör och kort för Mystic Ruins som används tillsammans med Syzygy eller Cosmic Alignment.

### Under the Pyramids
Expansionen Under the Pyramids kom ut 2015 och tillför Abhoth och Nephren-Ka, en inkarnation av Nyarlathotep, ett extra spelbräde för Egypten och äventyret The Museum Heist. Denna expansion introducerar dessutom mekanismen för försämringar av färdigheter (impairments).

### Signs of Carcosa
Expansionen Signs of Carcosa kom ut 2016 och tillför den äldre guden Hastur med tillhörande kort.

### The Dreamlands
Expansionen The Dreamlands kom ut våren 2017 och tillför de äldre gudarna Atlach-Nacha och Hypnos med tillhörande kort och ett extra spelbräde för Dreamlands.